# Coll de Coma Mitjana
El Coll de Coma Mitjana és un coll de la carena axial de la serralada dels Pirineus, a 2.703,1 metres d'altitud, en el límit dels termes comunal de Fontpedrosa, a la comarca del Conflent, de la Catalunya del Nord i municipal de Queralbs, a la del Ripollès.
És a l'extrem sud-oriental del terme de Fontpedrosa i al nord-oriental del de Queralbs. Es troba al nord-est del Pic de Freser i a ponent del Pic del Gegant, o de Bastiments.